# 徳冨蘆花
徳冨 蘆花（とくとみ ろか、1868年12月8日（明治元年10月25日） - 1927年〈昭和2年〉9月18日）は、日本の小説家。ベストセラーとなった小説『不如帰』（1899年）や、キリスト教の影響を受けた自然描写作品『自然と人生』（1900年）などで知られる。本名は徳富健次郎（とくとみ けんじろう）。思想家・ジャーナリストの徳富蘇峰は兄。ウ冠でなくワ冠を用いる「徳冨」の表記にこだわり、各種の文学事典、文学館、記念公園などはワ冠の「冨」の字を採用している。
同志社中退。思想家の兄、徳富蘇峰創設の民友社に参加。長編小説『不如帰』で文名を得、随筆『自然と人生』で独自の自然文学を結実させた。ほかに『思出の記』（1901年）、『黒潮』（1902年）など。

## 生涯

### 生い立ち
横井小楠門下の俊英であった父徳富一敬と母久子の四女三男の末子として、肥後国葦北郡水俣村に生まれる。5歳年長の兄に猪一郎（蘇峰）がいた。3歳の時に父が熊本藩に出仕するため一家で熊本へ出て、7歳で本山小学校入学、9歳の時に熊本洋学校入学、しかし西南戦争のために郷里に疎開する。1878年10歳の時に、同志社英学校に入学していた猪一郎に伴われて同校入学。2年後兄の退学とともに退学し、父の設立した熊本共立学舎に入り、1882年には猪一郎の設立した大江義塾に入る。この頃『八犬伝』『以呂波文庫』『太平記』などや、『七一雑報』の翻訳小説などを愛読した。
1885年17歳の時にキリスト教受洗し、今治教会で、従兄弟の横井時雄の元で伝道と英語教師に従事、この頃から蘆花の号を用いる。号の由来は、自ら述べた「『蘆の花は見所とてもなく』と清少納言は書きぬ。然もその見所なきを余は却って愛するなり」からきている。1886年に同志社に再入学、1887年に東京で民友社社長となっていた兄のところで二葉亭四迷の小説「浮雲」を読み、小説家になる志を立て、1888年に『同志社文学』に横井小楠の墓を訪ねた短文「孤墳の夕」が掲載され、初めて文章が活字になった。同志社副校長山本覚馬の娘山本久栄（学長新島襄の姪にあたる）と恋愛関係になるが新島にも兄にも反対され傷心し、出奔して鹿児島などを流浪、その後熊本英学校の教師となる。

### 作家として出発

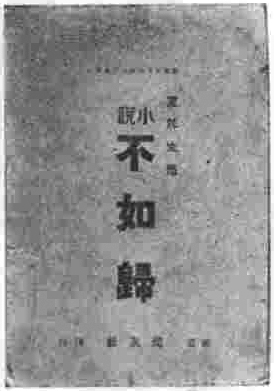
『不如帰』初版表紙

1889年に上京して民友社社員となり、校正、翻訳などの仕事をしながら、兄の主催する「文学会」にも参加し、坪内逍遥、依田学海、矢野龍渓、山田美妙などに引き合わされ、また翻訳の伝記『如温武雷土（ジョン・ブライト）』『理査土格武電（リチャード・コブデン）』を出版した。1890年には兄の発刊した『国民新聞』に移り、外国電報や小説の翻訳をした。1891年にキリスト教と決別し、この頃からゲーテやユーゴーなどヨーロッパ文学に親しみ、中でもトルストイ『戦争と平和』を英語で読んで傾倒するようになる。1894年に縁談により原田愛子と結婚。自然に親しみ、「写生帖」の各編を『国民新聞』に発表し始め、また民友社の『家庭雑誌』『国民之友』などに雑文を書いていた。1896年に兄蘇峰がヨーロッパを歴訪し、トルストイとも会談し、健次郎はその記録に感銘を受け、トルストイの伝記を執筆する。
1897年に逗子に転居。1898年に紀行文や自然描写文を集めた『青山白雲』を刊行、11月から翌年5月まで『国民新聞』に、逗子の自宅で来客の婦人の語った噂話のエピソードを元にした小説「不如帰」を連載する。1900年に「不如帰」を全面改稿して出版し、これが当時の家庭小説の流行も相まって大きな反響を得て、続いて「灰燼」「おもひ出の記」（『国民新聞』1900年3月23日-1901年3月21日。『思出の記』として1900年5月刊）を連載、「おもひ出の記」も名作として愛読され、多くの青年に影響を与えた。また写生文を集めた『自然と人生』を刊行し「キリスト教の感化を受けた清新な感情で自然を描写」（中村光夫）で高く評価され、この年に民友社を退社して文筆に専念、また原宿に転居する。1898年に『国民之友』に連載した、ビヨルンソン『ゾルバッケン』の翻訳「野の花」（未完）を、田山花袋は「一時私達の憧憬するところとなった」と評している。『不如帰』は1901年に高田実一座、1903年に劇団新派でも公演されて、旅芝居や映画にもなり、さらに人気を高め、1909年には100版を重ね、刊行後30年で185万部を売り上げるベストセラーとなった。

### 社会小説と晴耕雨読生活

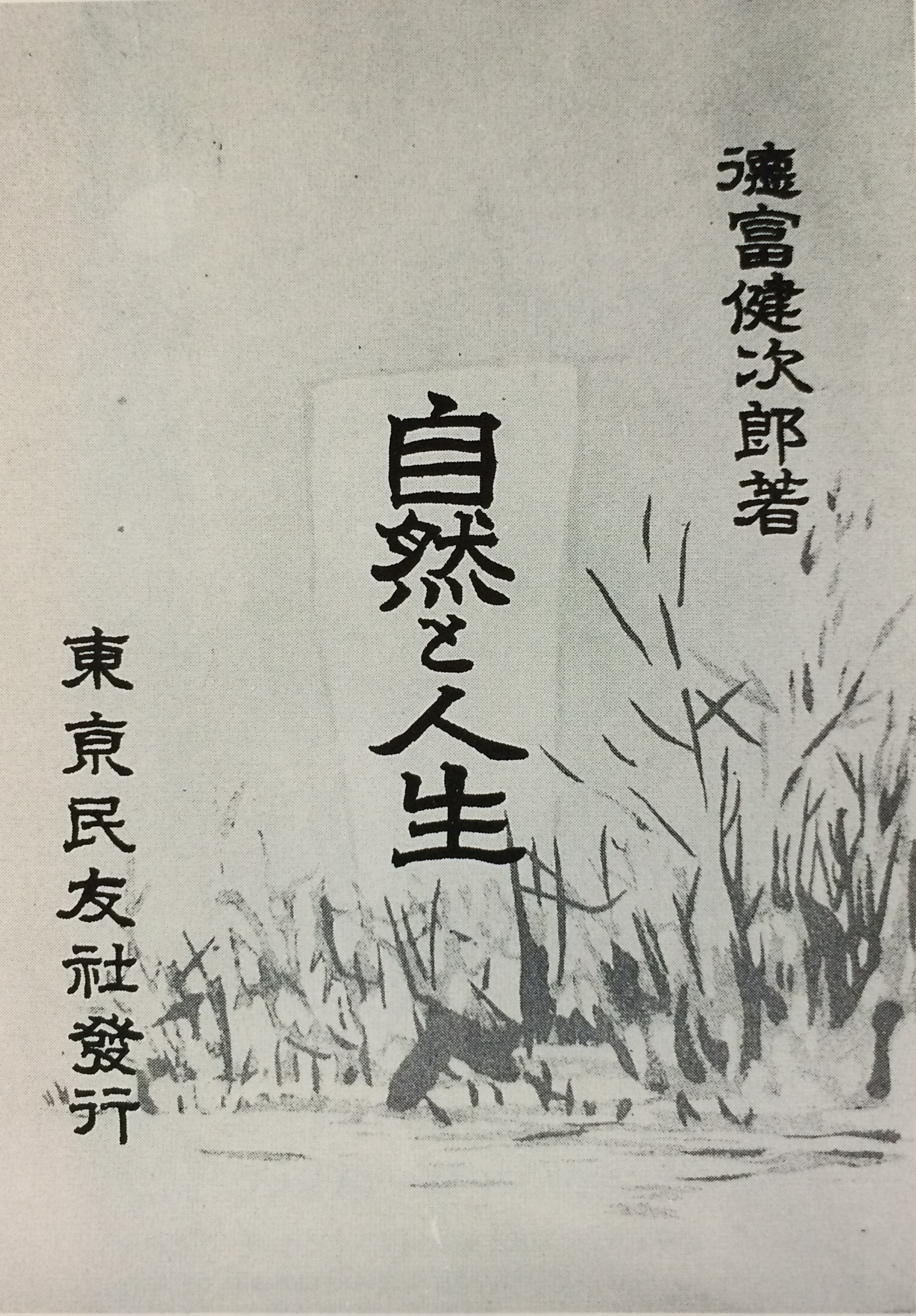
『自然と人生』初版表紙

1900年に東京原宿に転居。1902年1月26日-6月29日には、鹿鳴館時代の政界の腐敗や上流社会の風俗を題材にした社会小説「黒潮」を『国民新聞』に連載。『黒潮』は蘇峰が材料を提供したもので、他の作家は知り得ない薩長政治の内幕に詳しかったが、未完のままとなった。やがて国家主義的傾向を強める兄とは次第に不仲となり、1903年に蘇峰への「告別の辞」を発表し、絶縁状態となり、民友社を離れて黒潮社設立。日露戦争開戦直前の1904年1月に『平民新聞』に非戦論を寄稿。1905年に木下尚江らがキリスト教社会主義の雑誌『新紀元』を発行する際にも援助した。
1905年に愛子と富士登山中に人事不省となり、生活の転換を目指して再び逗子に転居。1906年4月4日横浜を出帆、ヨーロッパ旅行し、パレスチナを経て、6月30日ロシアでトルストイを訪問、そのときの記録『順礼紀行』は、オスマン帝国治下のエルサレム訪問記も含めて、貴重な記録となっている。8月4日に帰国後青山高樹町に転居。また1906年には旧制・第一高等学校の弁論部大会にて最初の講演を行ない、『勝の哀（かちのかなしみ）』の演題で、ナポレオンや児玉将軍を例に引き、勝者の胸に去来する悲哀を説き、一時の栄を求めず永遠の生命を求める事こそ一日の猶予もできない厳粛な問題であると説いた。この演説に感動した一高生の何人かは荷物をまとめて一高を去ったという。
1907年（明治40年）、東京府北多摩郡千歳村大字粕谷（現・東京都世田谷区粕谷）に転居、トルストイの影響による半農生活を送り、文壇と離れて、死去するまでの20年間をこの地で過ごした。しばらく執筆が途絶えたが、病床にあった国木田独歩を慰藉するために田山花袋らによって編集された『廿八人集』に「国木田哲夫兄に与へて余が近況を報ずる書」を寄稿した。

### 謀叛論
1910年（明治43年）の大逆事件の際、幸徳秋水らの死刑を阻止するため、蘇峰を通じて首相の桂太郎へ嘆願、さらに明治天皇宛の嘆願書を『朝日新聞』に送ったが、甲斐なく幸徳らは処刑されてしまう。直後に再び一高の弁論部大会での講演を依頼されると1911年（明治44年）2月1日、『謀叛論』の題で論じ、学生に深い感銘を与えた。これは新入生歓迎行事の一環として行われた。この講演を依頼した学生が、戦後に社会党委員長となる河上丈太郎や文部大臣となる森戸辰男だった。しかしこれを不敬演説という非難が起こり、校長新渡戸稲造らが譴責処分とされることになった。演説『謀叛論』の内容を推測する草稿が3種類残されている。他校の東京高商から演説を聴きに来た浅原丈平の回想によると、蘆花は原稿を読み上げるのではなく、原稿から省略された箇所、原稿にない話もあった。一高の弁論部員河合栄治郎は、「私共は息つく間もない位にひきずりこまれて、唯感心してしまった」と書き記した。第二次大戦後、言論の自由が保障されてから田中耕太郎、森戸辰男が演説に言及した。一高英文科一年三組の松岡善譲（松岡譲）、菊池寛、久米正雄、成瀬正一、井川恭（恒藤恭）、工科一年一組の森田浩一などが演説について活字の文章にしたり、日記に書いたりした。井川恭の演説当日の日記は、演説内容が詳細に書き留められ、重要な資料となっている。井川の日記には、「幸徳君ハ死んではゐない。生きてゐるのである。武蔵野の片隅にひるねをむさぼる者をこゝに立たしめたではありませんか」、｢圧制はだめである。自由をうばふのハ生命をうばふのである」等、蘆花が草稿よりも踏み込んだ内容を語ったと分かる箇所が記されている。英法・政治・経済・商科一年二組の矢内原忠雄は、「演説終りて数秒始めて迅雷の如き拍手第一大教場の薄暗を破りぬ。吾人未だ嘗て斯の如き雄弁を聞かず。（略）殊に真摯なる演説者の肉声は健実にして真摯なる一高健児の胸に最も正当に共鳴し得るなり。」と講演から19年経ってなお熱烈に記している。

### 晩年

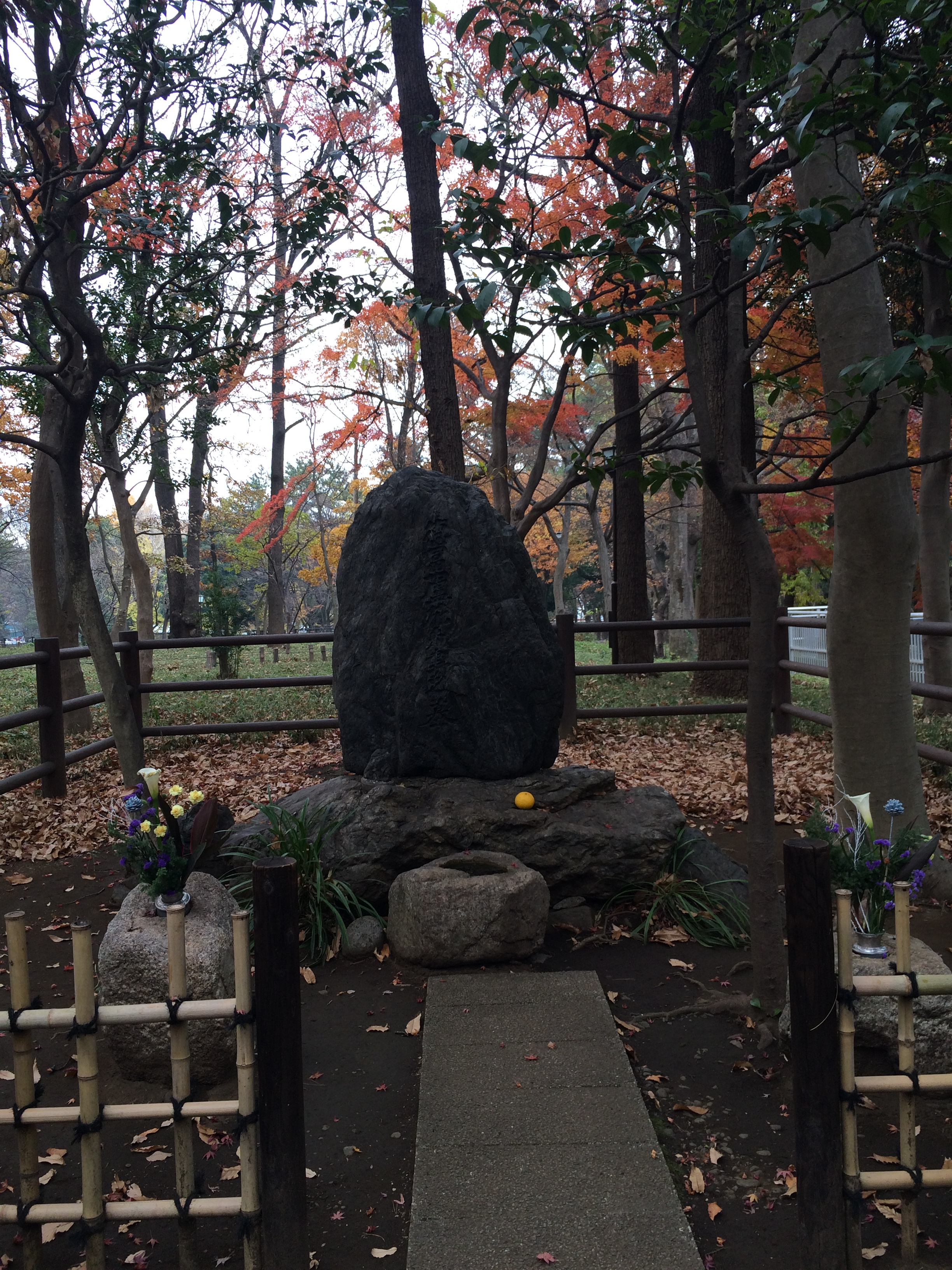
蘆花恒春園 蘆花夫妻墓地（東京都世田谷区）

1912年に粕谷での「田園生活のスケッチ」と述べる短文集『みゝずのたはこと』を書き、震災までの11年で108版10万余部を重ねるロングセラーとなり、またこの作品から本名の健次郎で発表する。1913年に国民新聞社襲撃を受けて、同社再建のために兄と交流を再開するが、翌年には父一敬の葬儀にも参列せず、親族との交流を断ち、1908年に養女に迎えていた蘇峰の末子鶴子も、蘇峰の元に返した。
1918年に粕谷の自宅を「恒春園」と命名。この年からエルサレム巡礼と世界一周の旅行に出かけ、エルサレム滞在時にパリ講和会議に宛てて「所望」と題する、軍備全廃と世界政府に向けた構想を送付した。『不如帰』の執筆のきっかけとなった伝聞は、その頃、原宿近所の穏田ネッコ坂の陸軍の大物、大山巌が後妻大山捨松と再婚した事、大山巌と前妻の息女が病弱であった事などで、これを事実に無関係に脚色をしたのが『不如帰』だった。蘆花はこの作品により捨松が事実無根の悪人に仕立て上げられた事で不幸な目に遭っているのを黙殺しつづけ、1919年に捨松が危篤になる間際にようやく謝罪をした。

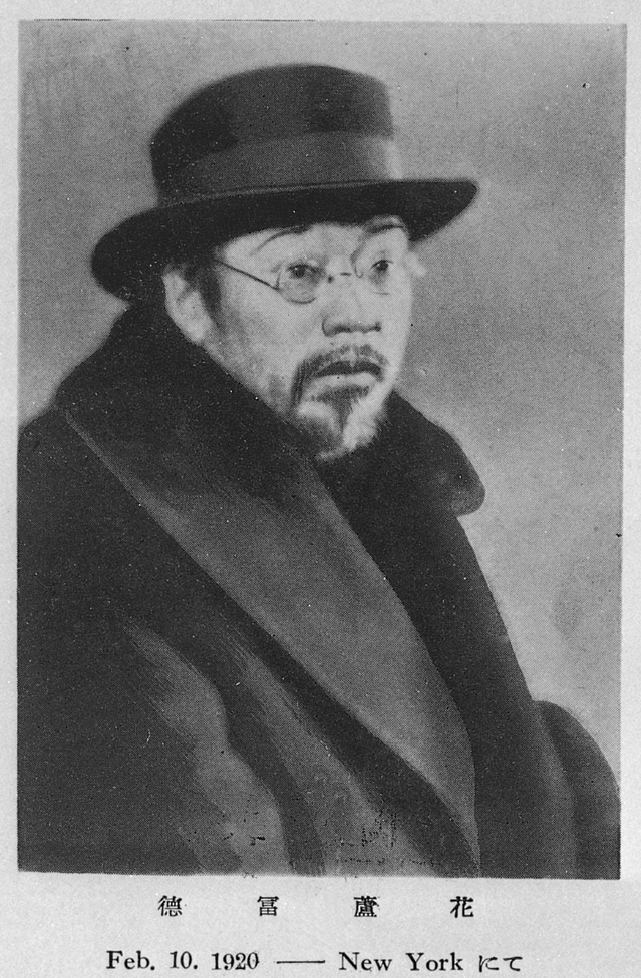
1920年、ニューヨークにて

1920年から21年にかけて愛子と世界一周旅行し、この経験をまとめた『日本から日本へ』を愛子と共著で出版。1923年には伯母（母の姉）である竹崎順子の実伝を執筆。1924年に虎ノ門事件を起こした難波大助助命の意見書を宮内庁に上申、さらにアメリカの排日移民法にも反対論を発表し、『太平洋を中にして』として出版。1925年、愛子と共著の自伝的長編『富士』を刊行開始。実名は使われていないが、民友社を中心とした明治文学史資料として「精刻無比」との評価もある。
1927年に心臓発作で倒れ、伊香保温泉で療養。電報で駆けつけた兄と再会したその夜に死去した。葬儀は東京青山会館でキリスト教式で行われ、粕谷の自宅に葬られた。未完となっていた『富士』第4巻は、死後愛子夫人によってまとめられて出版された。

### 生き様

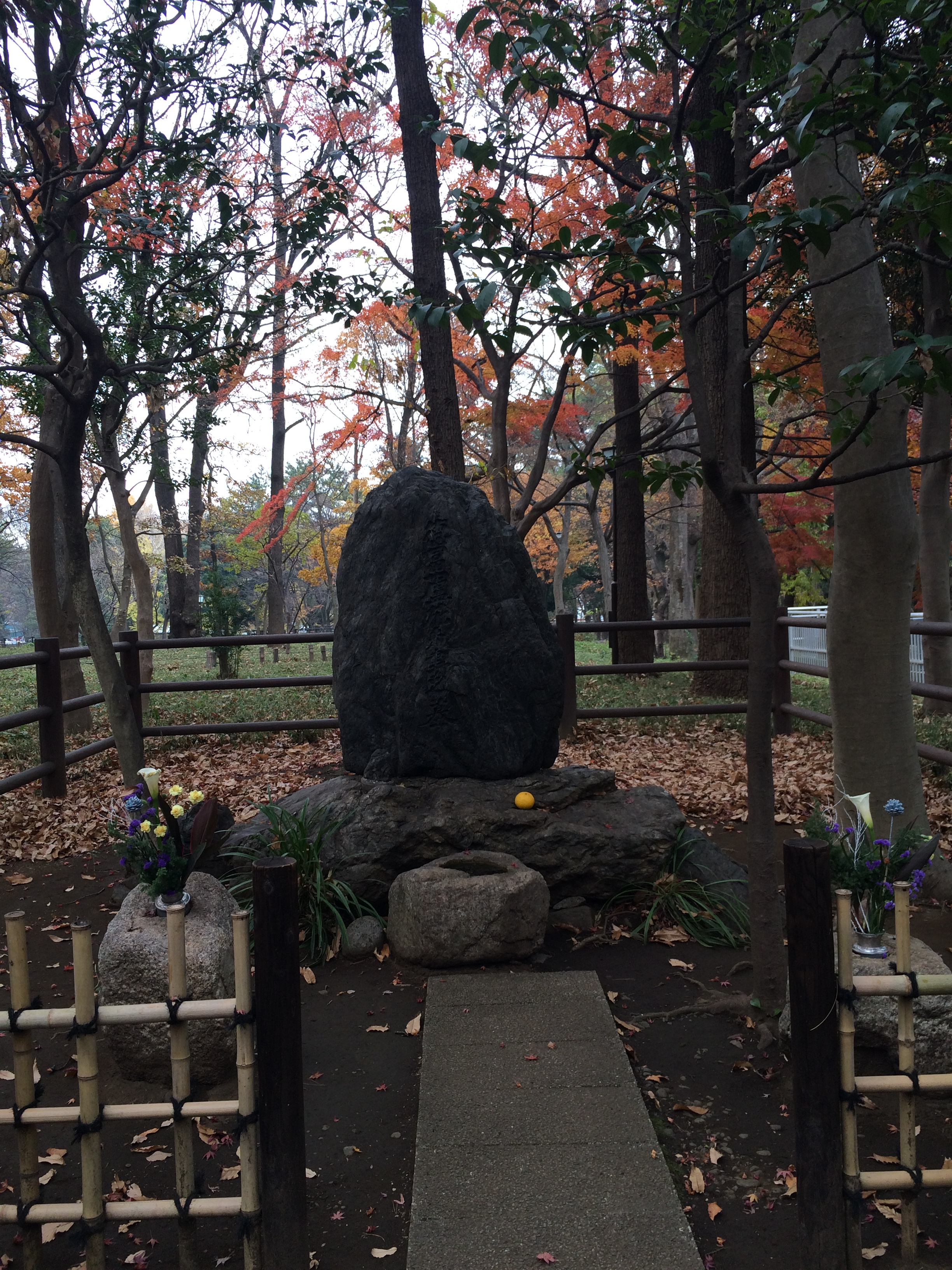
蘆花恒春園 蘆花夫妻墓地（東京都世田谷区）

芦花の幼時は病弱であったが、少年時代から青年時代にかけて、父や兄から訓育を受け指導されて、その性格が形づくられた。中年以降はすぐれた文人として自立し、その著作は、広く世間に読まれ多くの読者に好まれた。また、「自然を主(あるじ)とし、人間を客とせる、小品の記文、短篇の小説」といわれる作品を残し、主義通貫の気概が感じられる。しかし一方で、社会人としては非常に怠惰で我儘な一面を持ち、学生を中退してからは殆どの仕事が長続きせず、紹介されて就職しては退職を繰り返している。芸術家として多くの作品を遺し続ける中でも、自分の思うがままに「自由人」を謳歌した人物であるという面では、偉人の中では特に異質であるともいえる。

### 愛子
愛子（原田藍）は1874年（明治7年）7月18日、熊本県菊池郡隈府町の原田家の末子として生まれ、東京女高師を卒業。在学中に兄と逗子に避暑に訪れた際に、徳富家が同じく滞在中で、蘇峰が兄と知己であったことから蘆花との縁談がまとまった。結婚後は赤坂氷川町で蘆花の両親と同居しながら、有馬小学校の教師を勤めていた。生徒時代に大山邸を見学した際に、『不如帰』のモデルとなった信子にもてなされたことがあったと回想している。夫妻に子供はなく、蘇峰の末娘鶴子を2歳の時に、籍は入れなかったが養子にもらいうけ、粕谷の自宅で可愛がって育て、国内各地、朝鮮、満州の旅行にも家庭教師を伴って同行した。しかし蘆花の父の危篤に際して実家へ返し、再会したのは蘆花の臨終の席だった。1947年2月20日没。

## 作品
小説・エッセイ
- 『トルストイ 十二文豪叢書10』民友社 1897年
- 『青山白雲』民友社 1898年
- 『不如帰』民友社 1900年（『国民新聞』1898-1899年）
- 『自然と人生』民友社 1900年
- 『探偵異聞』民友社 1900年（匿名で出版）
- 『ゴルドン将軍伝』警醒社 1901年
- 『思出の記』民友社 1901年（『国民新聞』1900年3月23日-1901年3月21日）
- 『青蘆集』民友社 1902年
- 『黒潮 第一篇』自費出版 1903年
- 『順礼紀行』警醒社 1906年
- 『寄生木』警醒社 1909年
- 『みゝずのたはこと』1913年
- 『黒い目と茶色の目』新橋堂 1914年
- 『死の蔭に』大江書房 1917年
- 『新春』福永書店 1918年
- 『日本から日本へ』（全2巻）金尾文淵堂 1921年（妻愛子と共著）
- 『竹崎順子』福永書店 1923年（伯母の伝記）
- 『太平洋を中にして』文化生活研究会 1924年（内村鑑三らと共著）
- 『富士』（全4巻）福永書店 1925-28年（妻愛子と共著）
- 『蘆花日記』（全7巻）筑摩書房 1985-86年（大正初期の日記新版）

翻訳
- 『如温武雷土』民友社 1889年
- 『理査土格武電』民友社 1889年
- 『グラッドストーン伝』民友社 1892年
- 『近世欧米 歴史之片影』民友社 1893年
- 『世界古今 名婦鑑』民友社 1898年
- 『外交奇譚』民友社 1898年

作品集
- 『蘆花全集』蘆花全集刊行会（全20巻）新潮社 1928-30年
- 『現代日本文学全集5 徳富蘆花集』筑摩書房 1955年
- 『明治文學全集42 徳富蘆花集』神崎清解題、筑摩書房 1966年

### トルストイの影響
伝記『トルストイ』(1897)の中では、「文豪、博大新警なる思想家、真理の使徒、人情の勧化者、此翁実に前人の足跡を踏まえぬ、大なる霊魂である」と評しており、1905年に伊香保に居した間は福音書とトルストイの著作を熱心に読み、この12月には自著の『トルストイ』と『不如帰』の英訳を送り、翌1906年1月に手紙を書き、3月に思い立ってパレスチナ巡礼とトルストイに会うための旅行に出る。当時のエルサレムの町並みの不潔さには「エルサレム城内の瞥見には、人をして一炬に焼かんと欲っせしむ」と嘆いたが、ガリラヤ地方には「詩的ガリラヤよ。爾の土地は肥へ、爾の山は穏に、爾の湖の水は清し。」と感動を記している。続いてコンスタンチノープル、バルカン半島を経て、ヤスナヤ・ポリヤーナにトルストイを訪ねて、家族ぐるみの歓待を受け、トルストイと一緒に泳いだヴァロンカ川の川岸の小屋の壁に、
という詩を書き残した。この旅程の紀行文『順礼紀行』は、日本人による最初のパレスチナ旅行記であり、ガリラヤの地において「自然児基督、詩人基督、田舎漢基督、平民基督」と呼びかけたのは、トルストイの汎神論的な思想や、横井時雄らのユニテリアンの影響も指摘されている。やがて1918年にはトルストイを棄て、また自身と愛子はアダムとイヴの生まれ変わりであると宣言した。さらに1919年には「日子と日女」と称するようになり、「土着の「神道的」汎神論」に回帰していく。

### 『黒潮』
『黒潮』は1899年頃から腹案を練り始め、1902年に国民新聞に連載。連載開始前日には「黒潮の解」を掲載した。書き出し部分になる「明治廿年四月の初旬、東京麹町區内山下町の呦々館（いういうくわん）に貴婦人連の催にかゝる演藝會が開かれた。」という一文の通り、鹿鳴館の命名（『詩経』小雅）を元にした呦々館を舞台に、民友社時代の知識と兄蘇峰からの情報をもとに欧化主義社会を描いたが、6月で連載は中絶。その後12月に同紙で「霜枯日記」を連載した際に、その中の反政府的な文章が無断で削られて掲載されたことで、国民新聞には一切執筆しないことを通告した。翌1903年1月に黒潮社を設立し、『黒潮』全6巻を刊行する目論見を立て、父から譲り受けていた株式を売却してその資金に充てた。2月に第一篇を発行し、各所に販売を依頼し、東京毎日新聞の木下尚江は好意的な批評を掲載し「君が文藝の眞義に猛進セらるゝを祝す」と激励した。刊行後3ヶ月で8千部を売る好評となり、東京毎日新聞は続編の掲載を依頼したが、蘆花はこれを断った。またこの単行本の巻頭に掲げた「蘇峰家兄」も名文として多くの感銘を与え、蘆花はキリスト教的社会主義とトルストイズム信奉者と見なされるようになったが、蘆花自身はそれを好まず、縮刷版ではこの一文は削られた。 第二篇は1905年11月に『新紀元』に一部が掲載されたが、その後は執筆されず、未完のままとなった。

## 記念施設

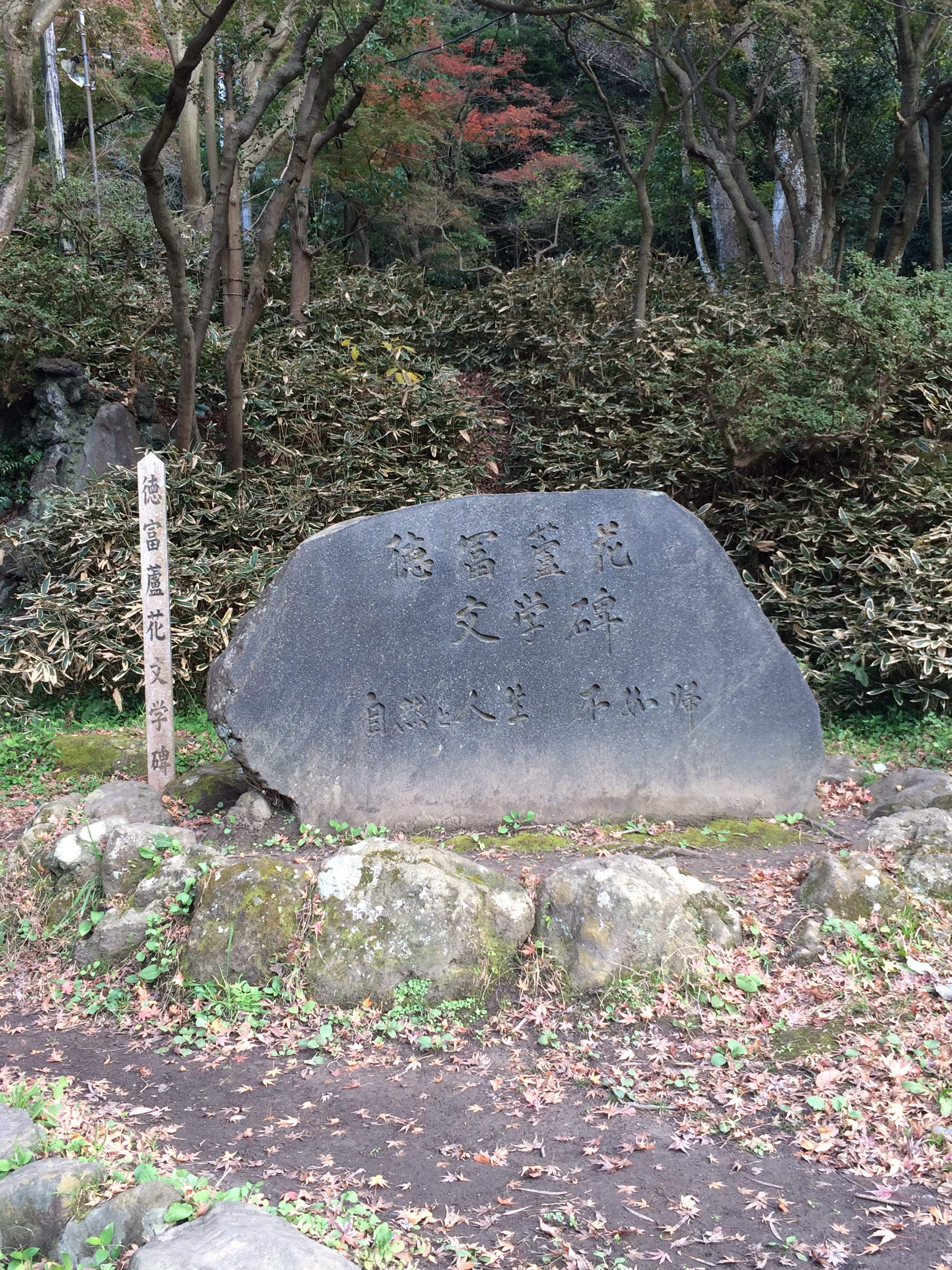
徳冨蘆花文学碑（神奈川県逗子市蘆花記念公園）

- 水俣市 - 生地である熊本県水俣市では、1983年に水俣市立蘇峰記念館が設立され、蘇峰・蘆花の遺品や資料が展示されている。また蘇峰・蘆花の生家[17]が1972年に水俣市の文化財に指定され、熊本県内最古の町家建築として、1994年から公開されている。また熊本市には「徳冨記念園」もある[18]。
- 逗子市 - 蘆花が4年間滞在して「不如帰」などの作品を書き上げた逗子市では、蘆花や国木田独歩の住んだ柳家跡地に「蘆花独歩ゆかりの地」碑が1961年に建てられた[19]。これにほど近い桜山には、1984年に「蘆花記念公園」が設けられ、この中の「郷土資料館」には蘆花や蘇峰に関する資料も展示されている。公園の前庭には「徳富蘆花文学碑」が立ち、郷土資料館に入る道筋は「自然と人生」を抜粋した立札が並んでいる。逗子海岸西端の披露山ふもとにある高養寺は「不如帰」のヒロイン浪子にちなんで「浪子不動」とも呼ばれ[20]、高養寺眼前の海中には1933年に「不如帰の碑」が建てられている[21]。
- 原宿 - 1900年から1905年に居住した住居跡地に、2005年に渋谷区教育委員会により住居跡碑が建立された。
- 粕谷 - 蘆花が晩年を過ごした粕谷（東京都世田谷区）には、1936年に夫人により旧邸宅等が東京市に寄贈され、1938年に「都立蘆花恒春園」として整備され、開放されている。公園内には夫妻の墓や、遺品や『不如帰』単行本口絵として描かれた黒田清輝『浪子像』などを展示した蘆花記念館も公開されている。蘆花の名前は、京王電鉄京王線芦花公園駅や、世田谷区立芦花小学校・世田谷区立芦花中学校などにも残っている。
- 伊香保温泉 - 蘆花がしばしば逗留し、終焉の地ともなった伊香保温泉（渋川市）には、「徳冨蘆花記念文学館」が設立され、関連資料が展示されている。
- 旭川市 - 蘆花の小説「寄生木」の舞台となった旭川市では春光台公園に「蘆花寄生木ゆかりの地」の碑が建てられている。

## ギャラリー

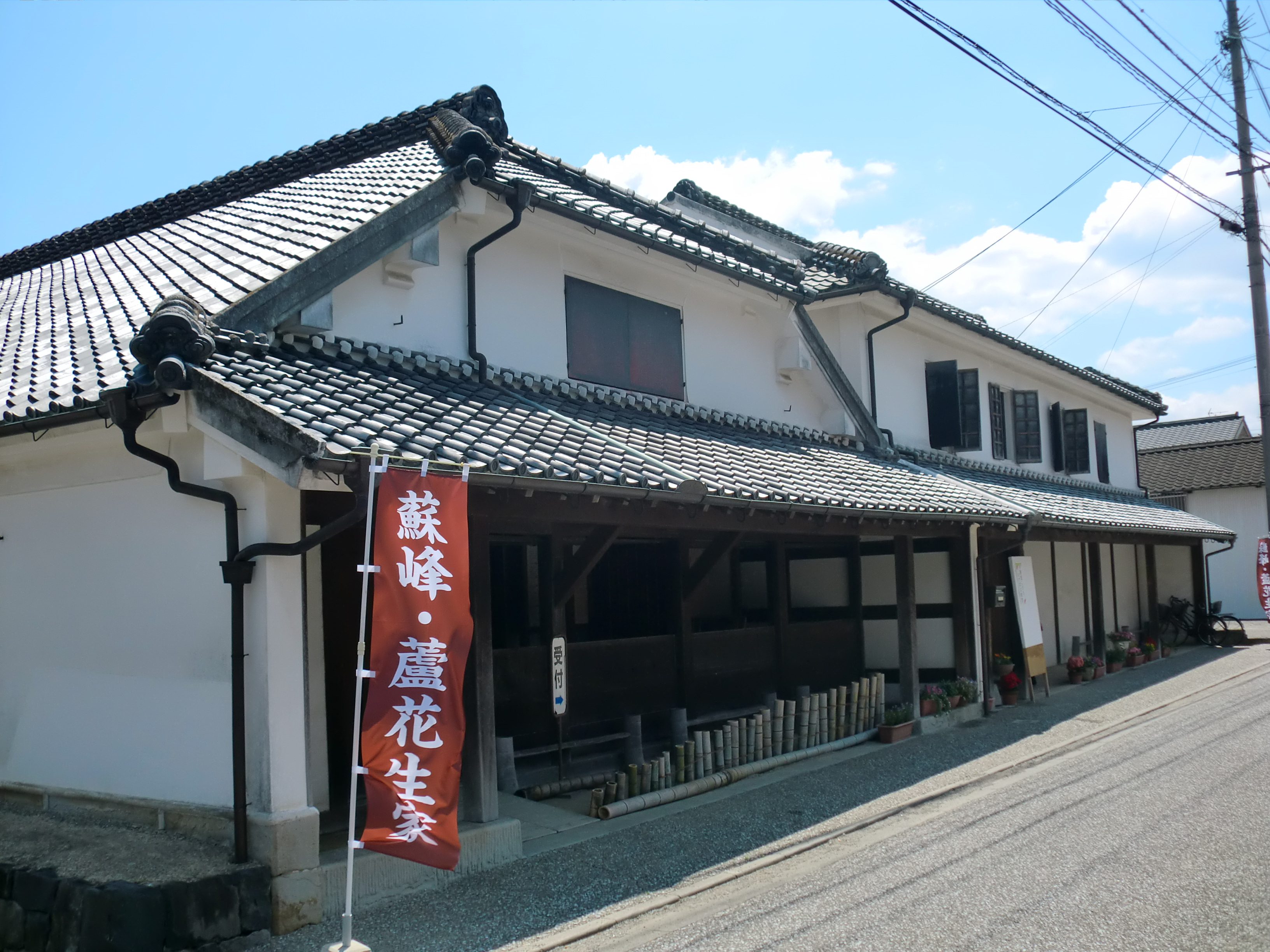
徳富蘇峰・蘆花生家（水俣市）
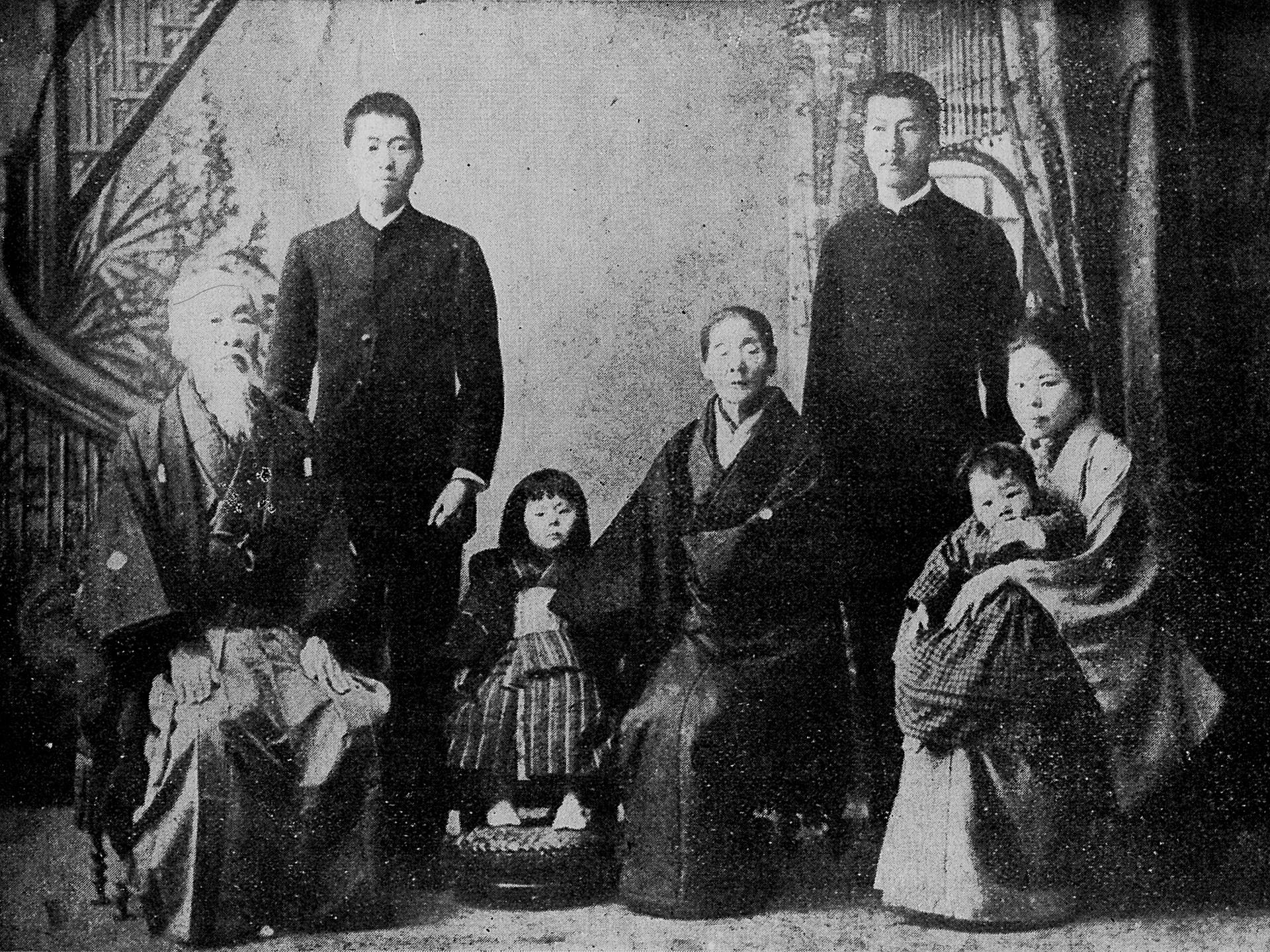
1891年の徳富家（後列に蘇峰・蘆花兄弟）
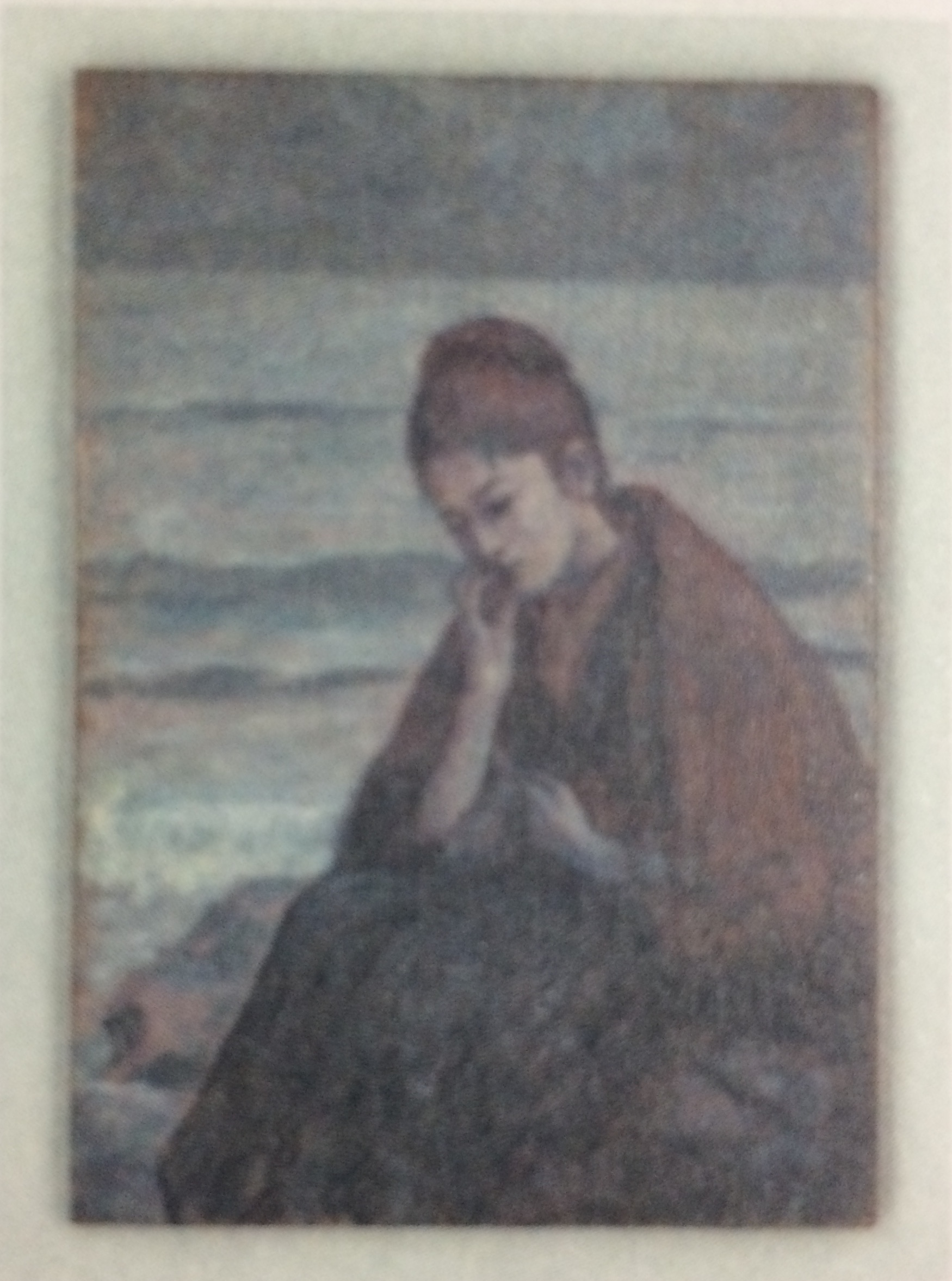
『不如帰』口絵原画 黒田清輝「浪子像」
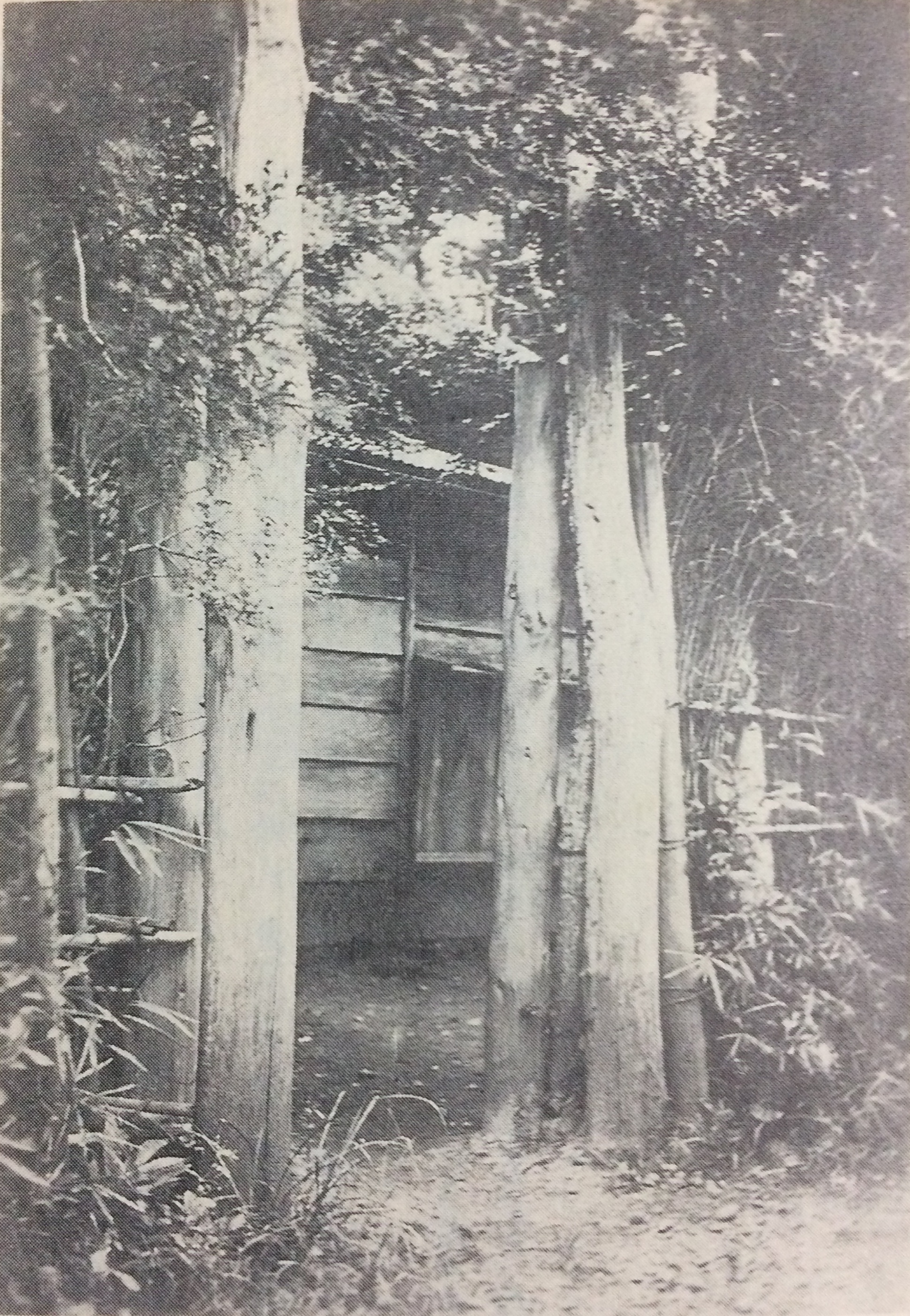
『みゝずのたはこと』挿絵「門」
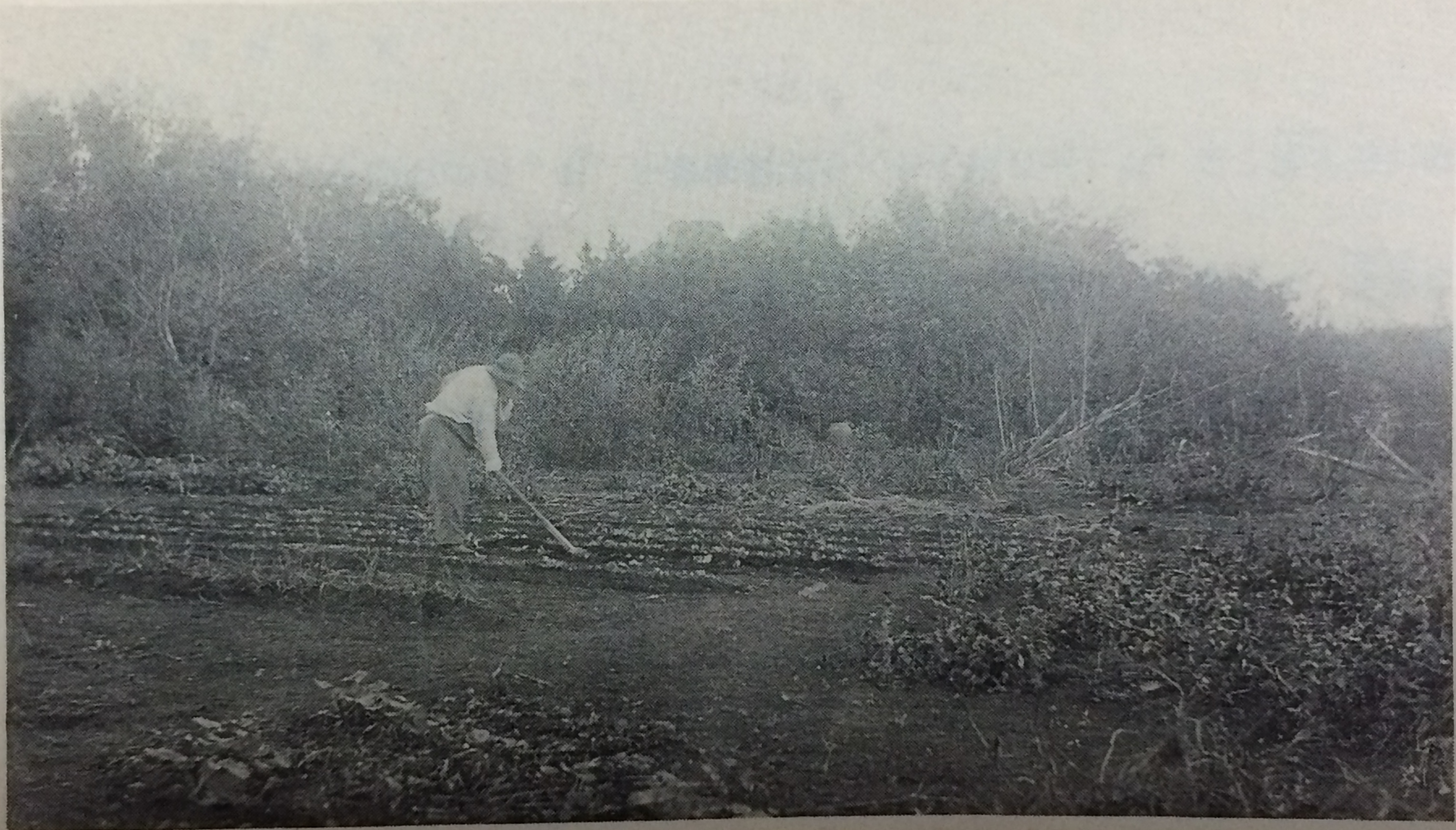
『みゝずのたはこと』挿絵「鍬取りて」
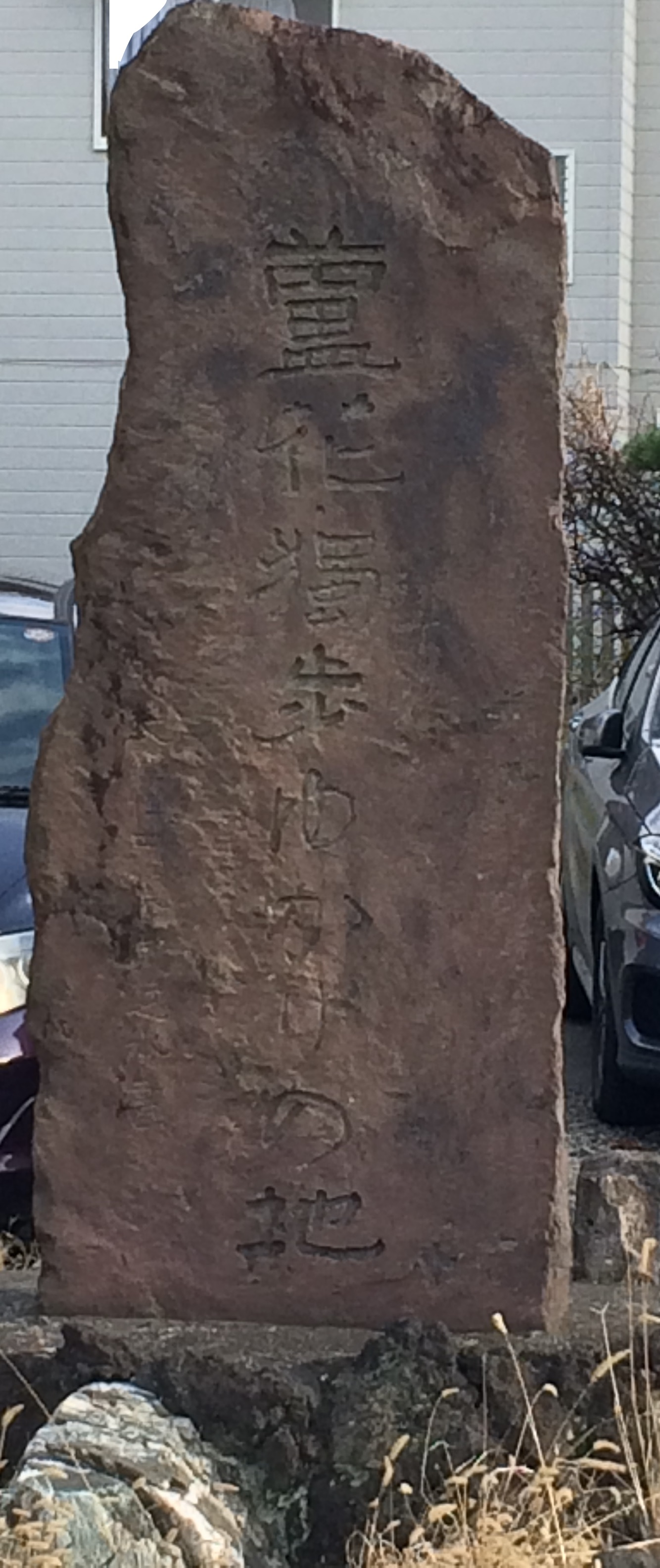
柳家跡「蘆花独歩ゆかりの地」碑（逗子市）
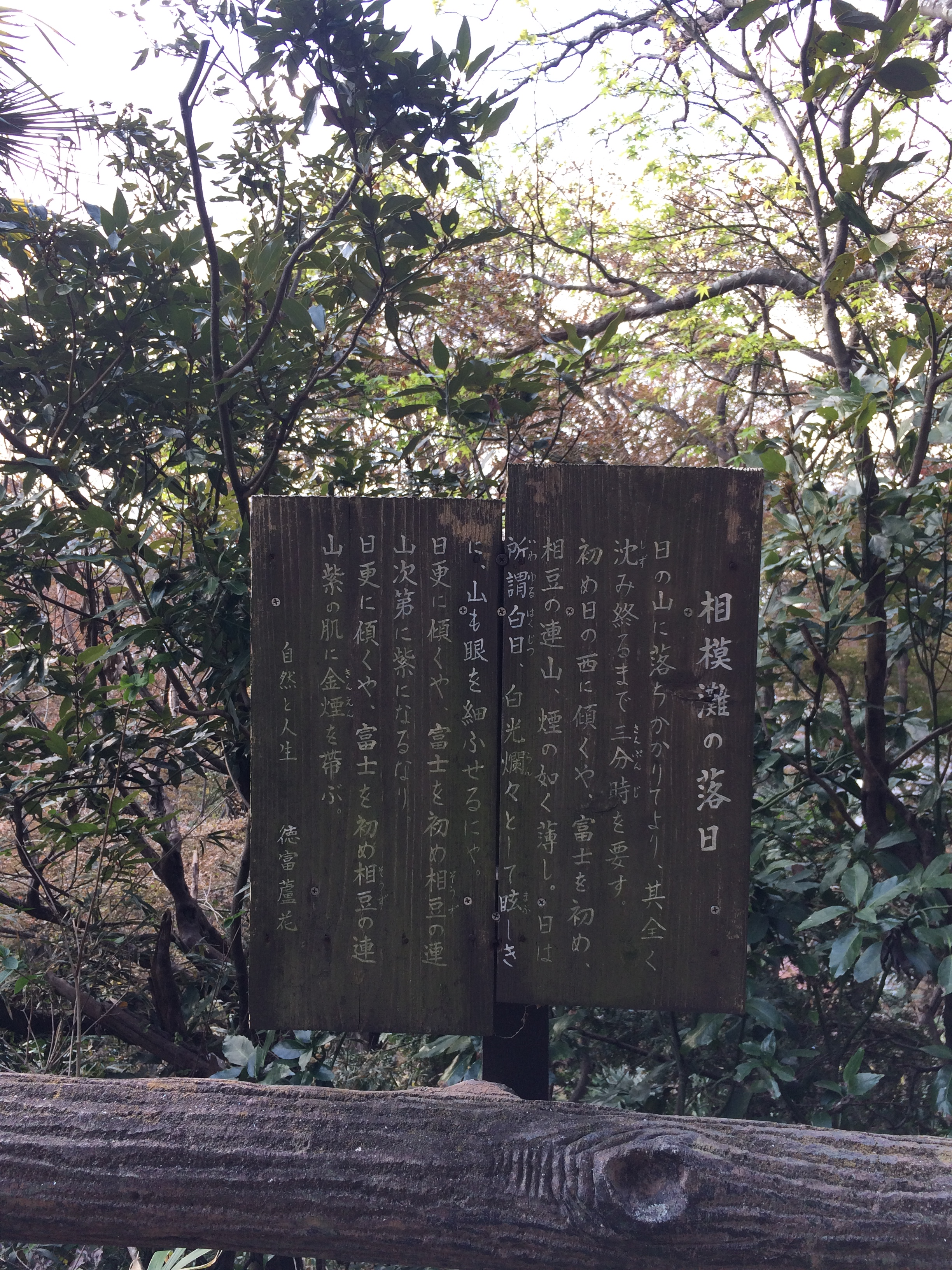
蘆花記念公園「自然と人生」立札（逗子市）
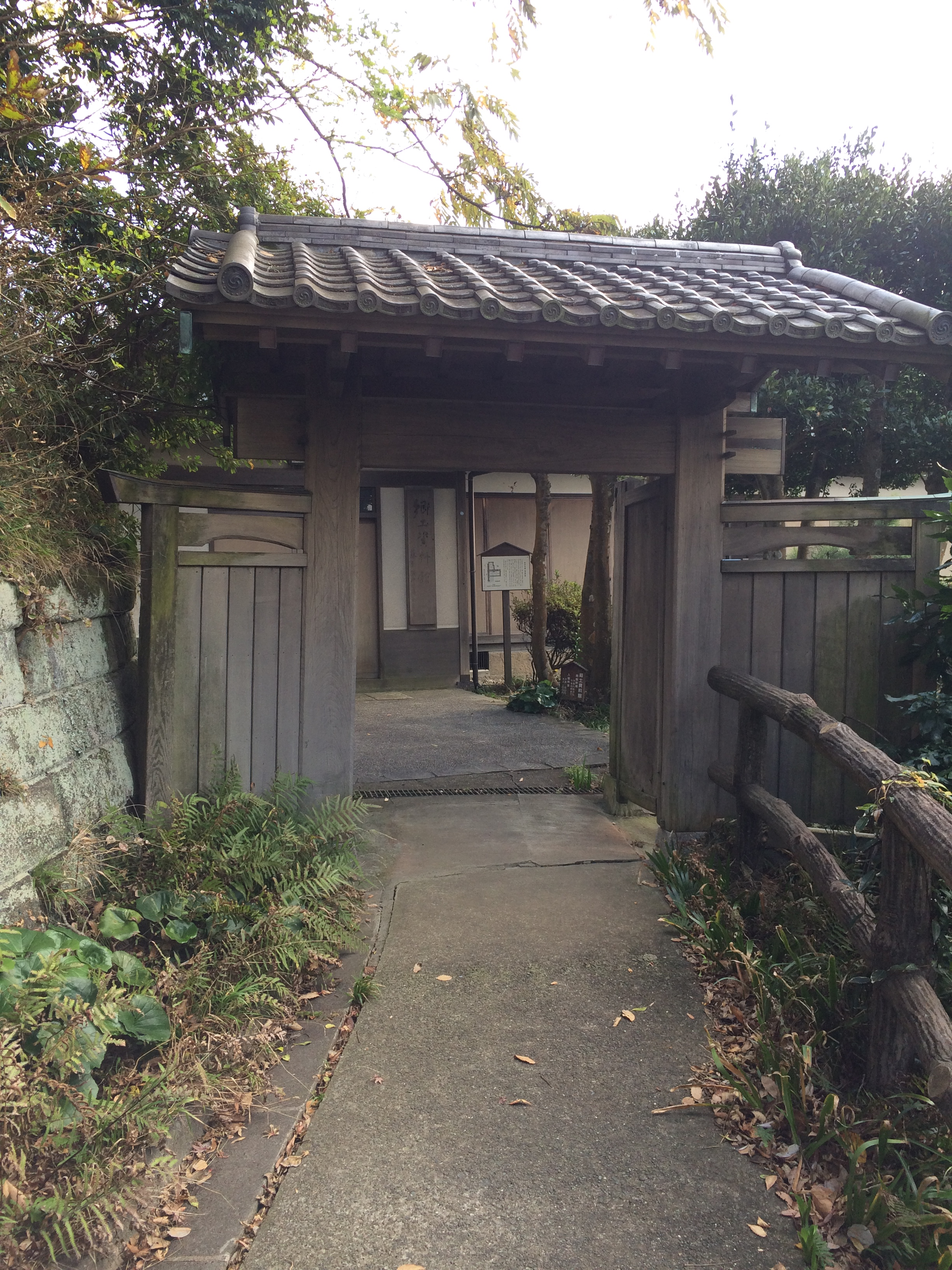
蘆花記念公園郷土資料博物館（逗子市）
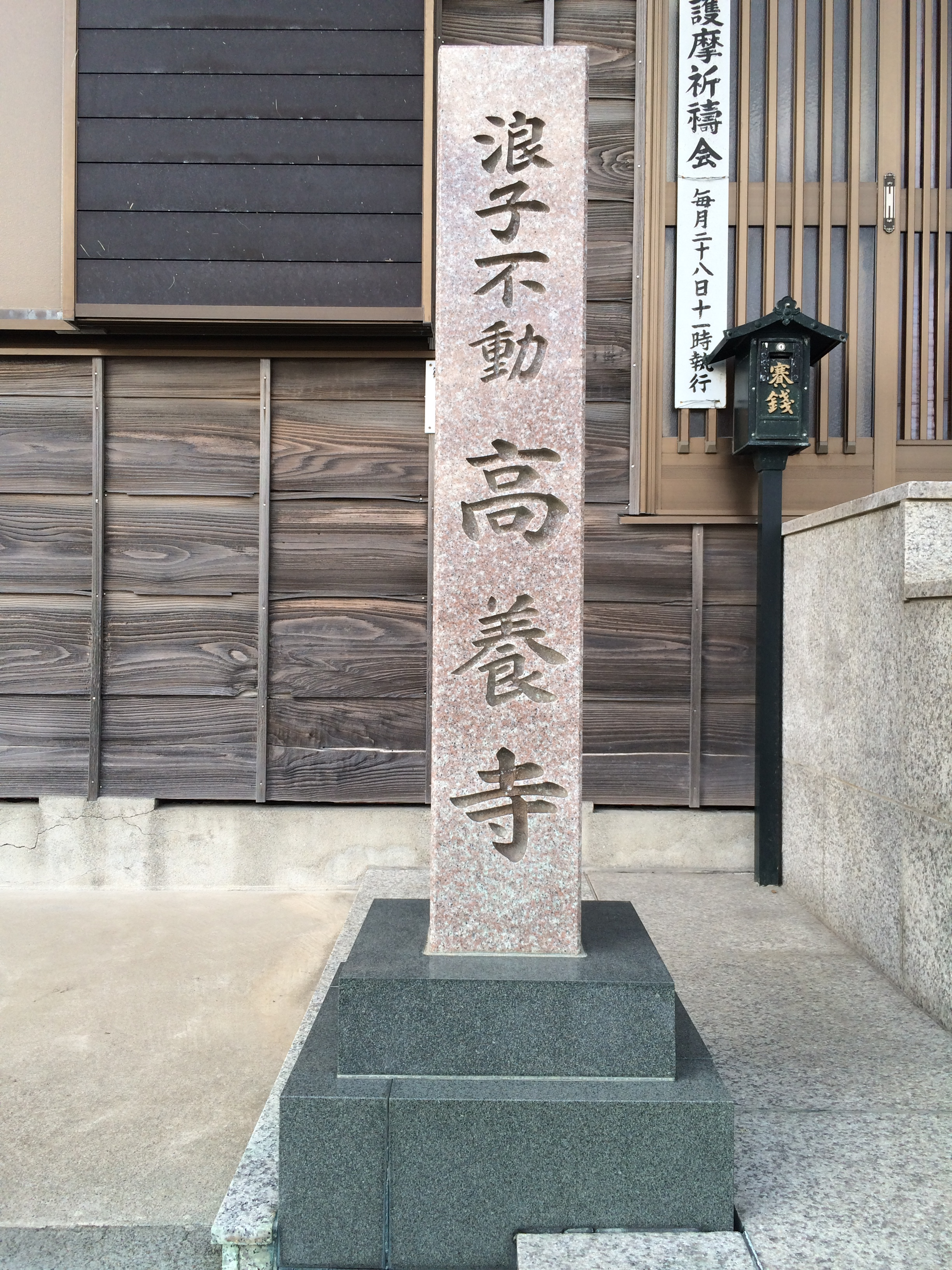
浪子不動高養寺（逗子市）
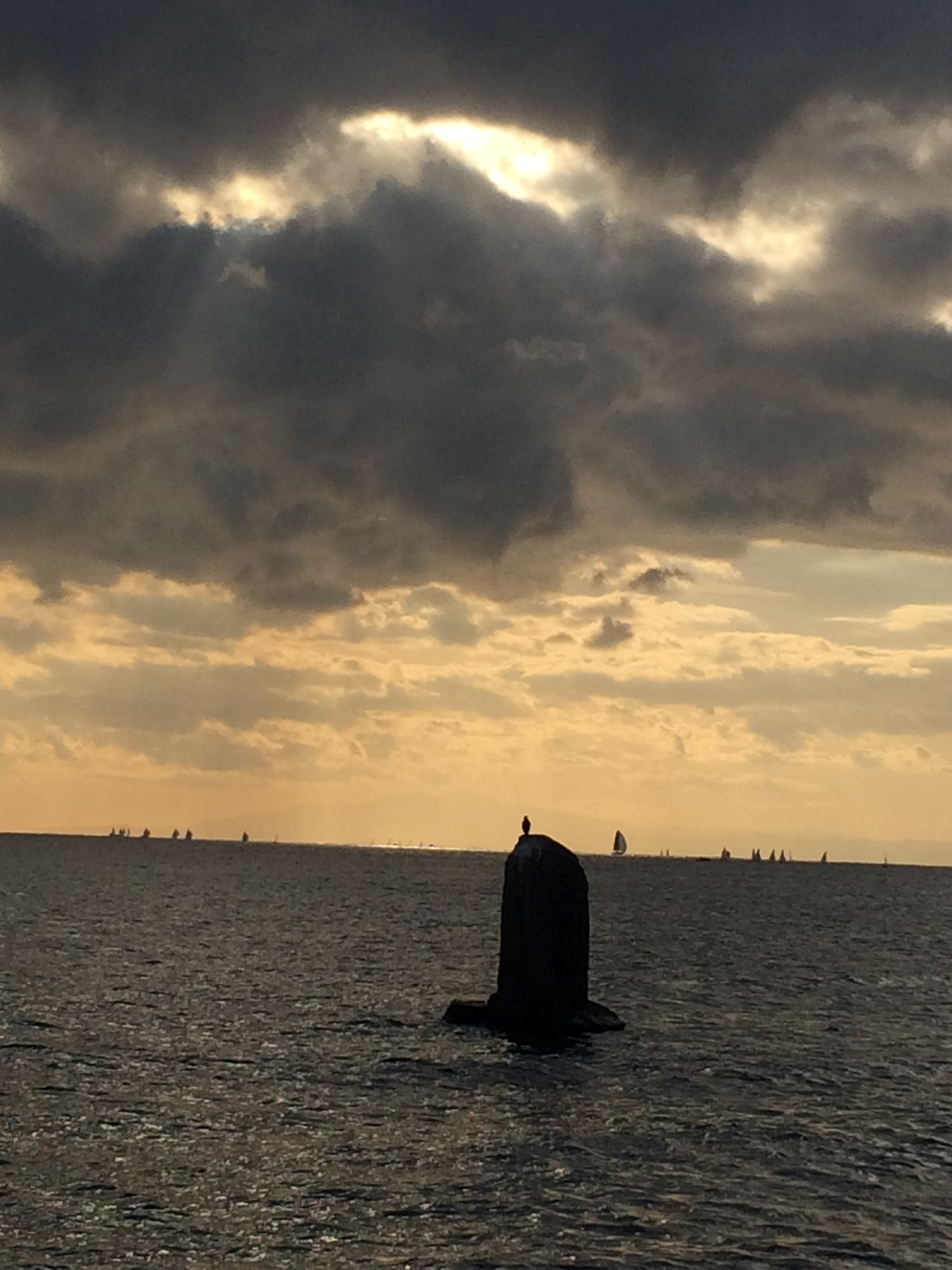
逗子海岸 不如帰の碑
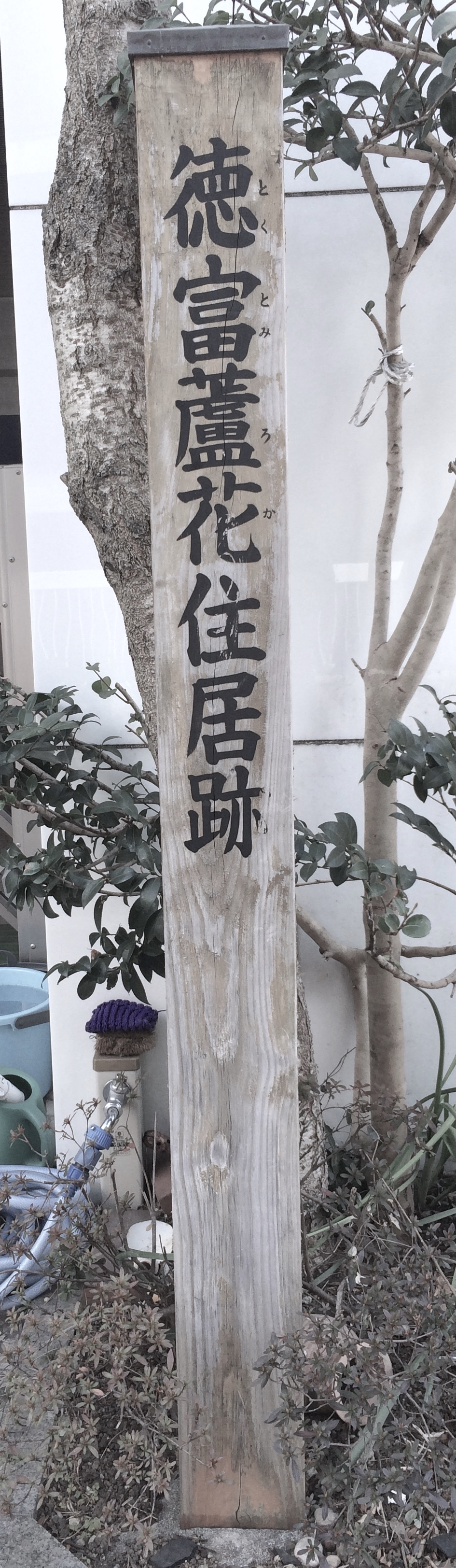
原宿の蘆花住居跡碑（東京都渋谷区）
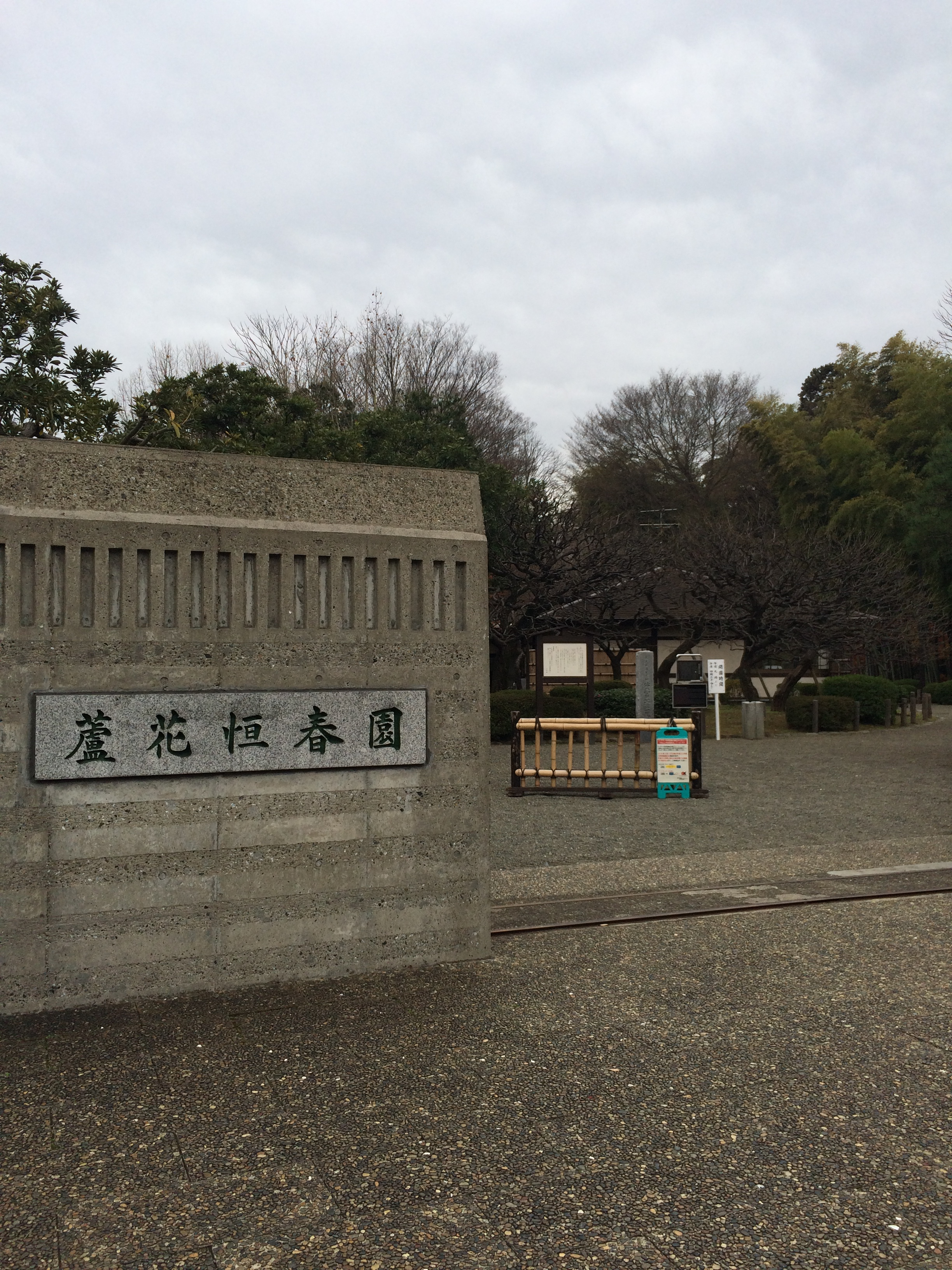
蘆花恒春園正門（東京都世田谷区）
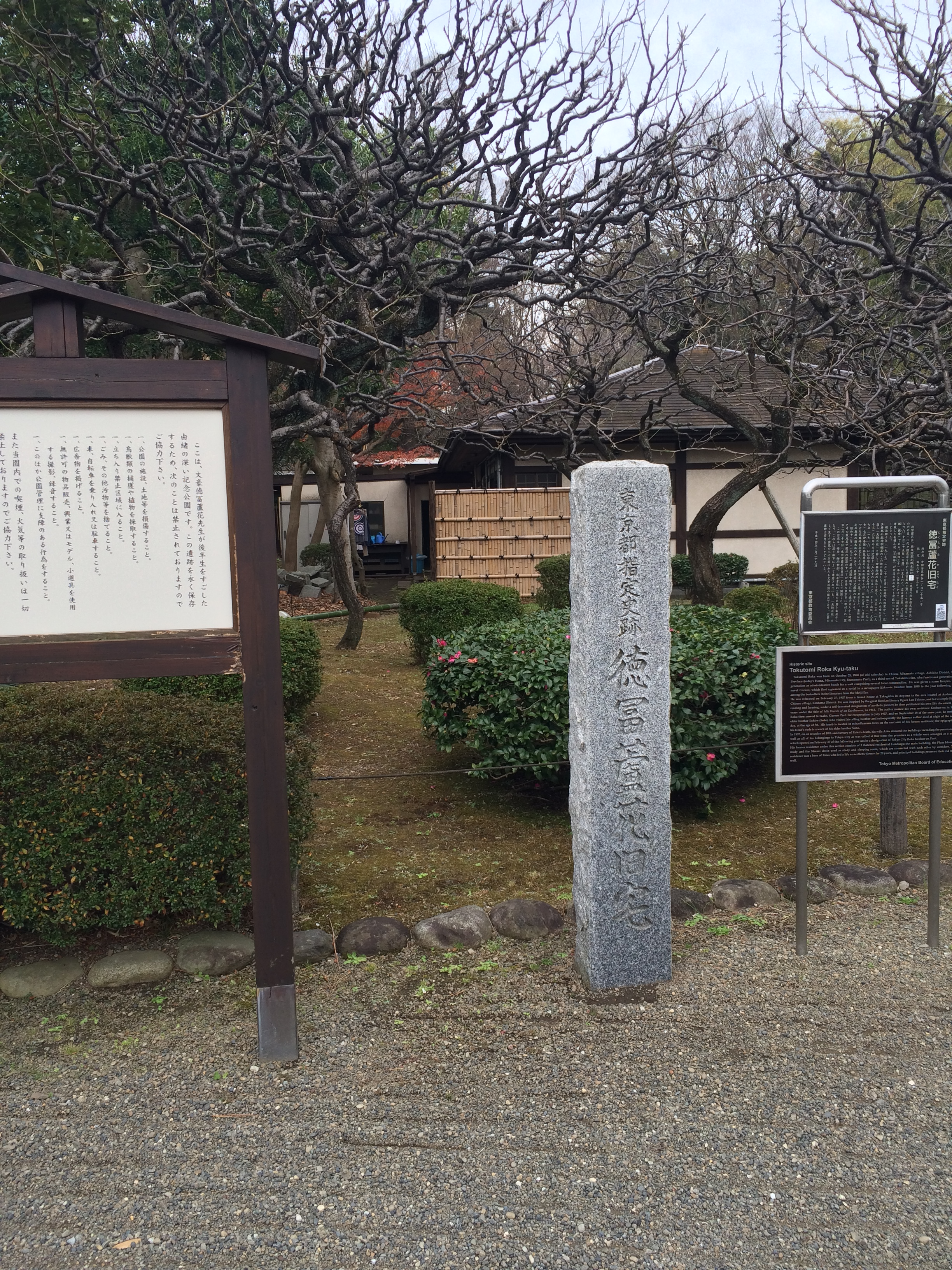
蘆花恒春園蘆花旧宅（東京都世田谷区）
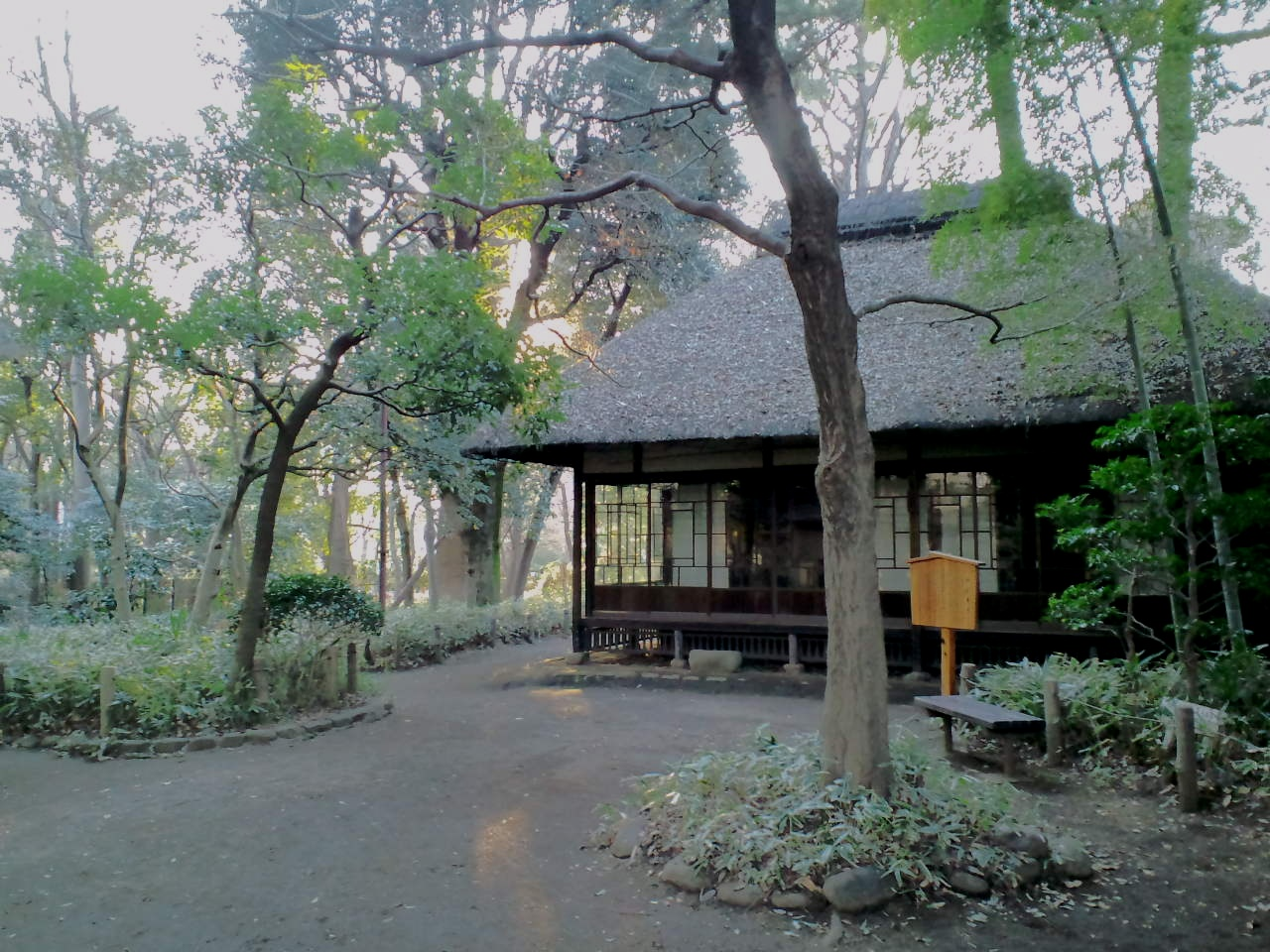
蘆花恒春園梅花書屋（東京都世田谷区）
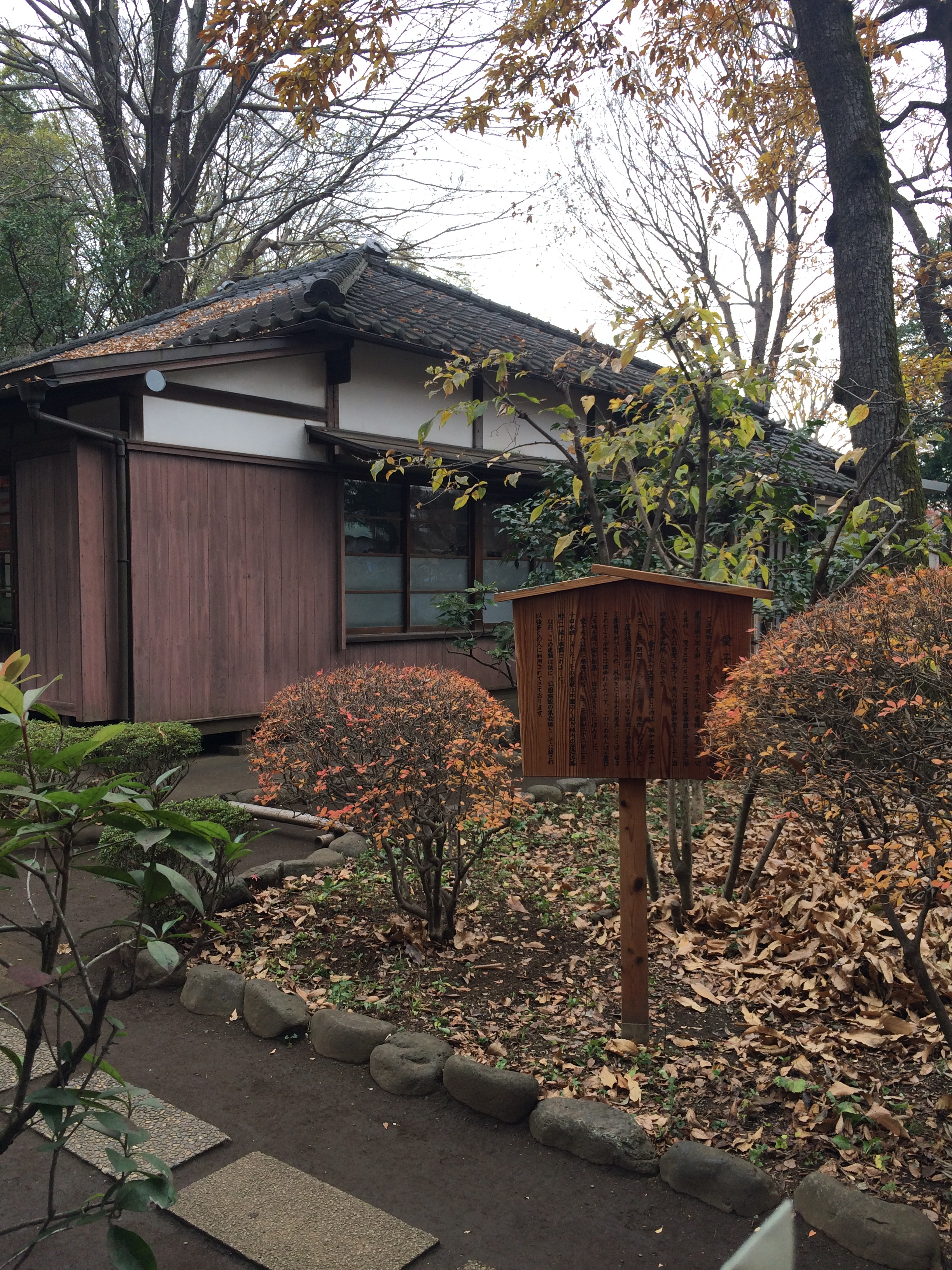
蘆花恒春園愛子夫人居宅（東京都世田谷区）
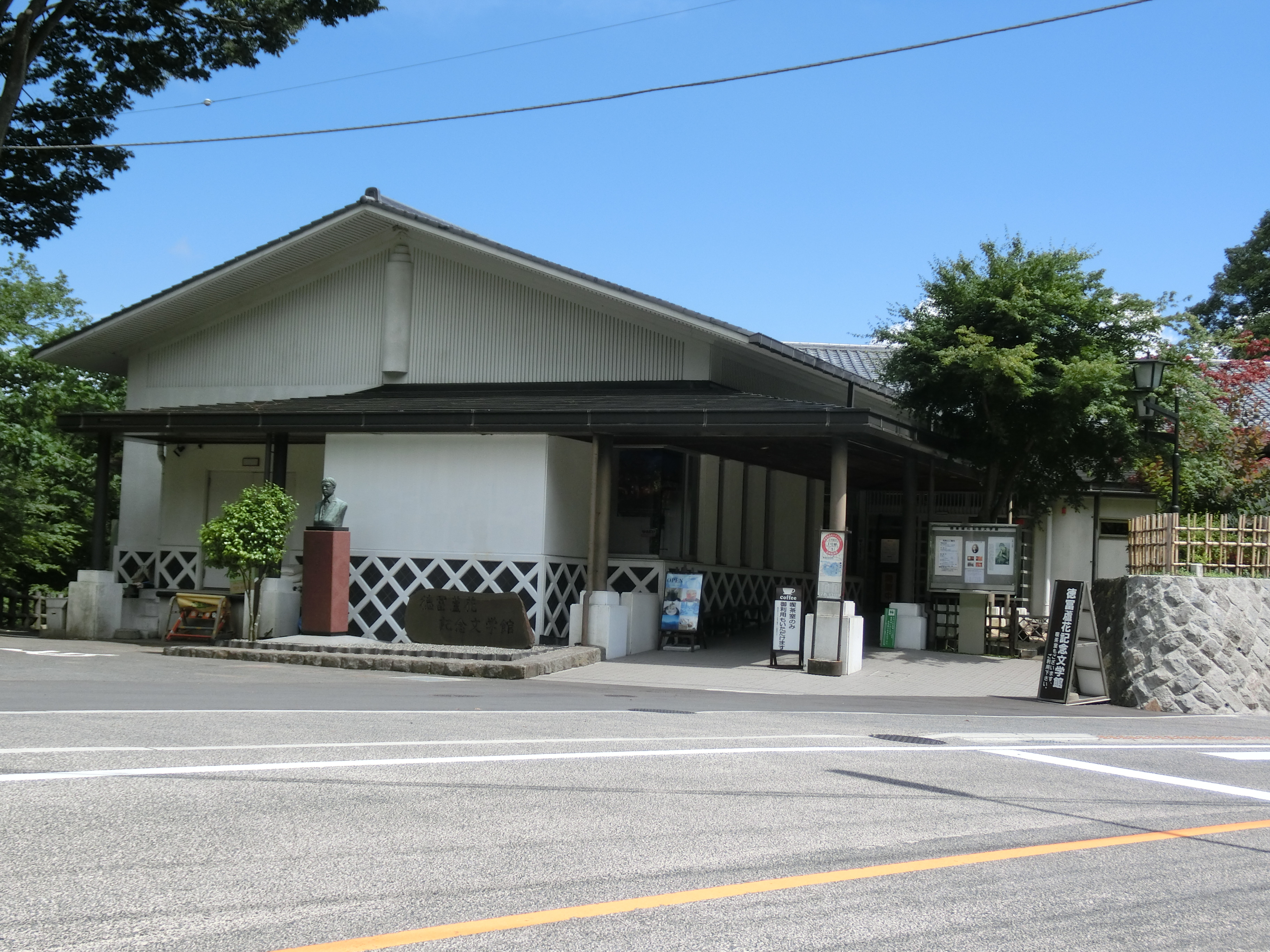
徳富蘆花記念文学館（群馬県渋川市）
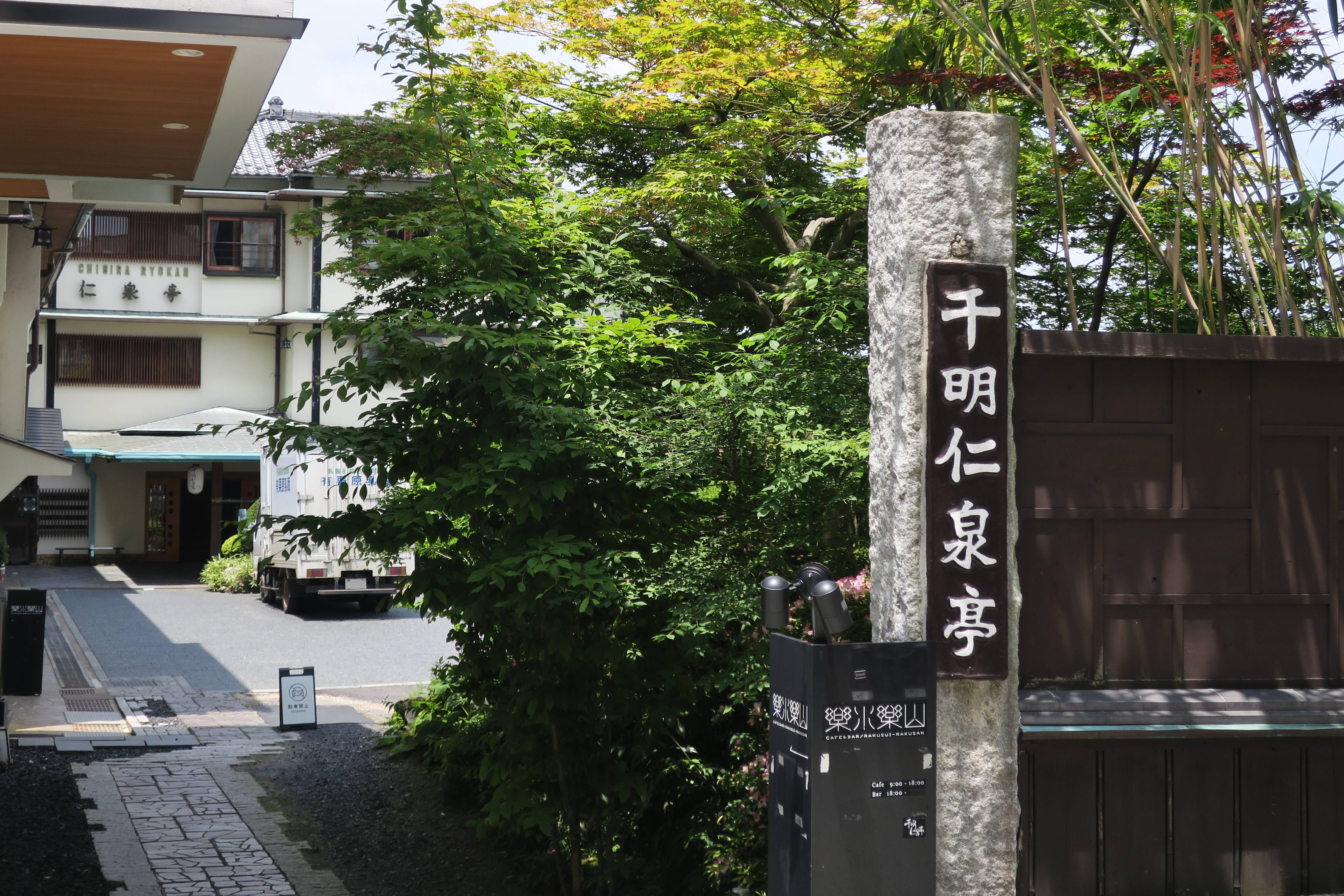
常宿・千明仁泉亭（伊香保温泉）

## 注
1. ↑  徳富蘇峰『弟　徳冨蘆花』中央公論社、1997年9月25日、241頁。ISBN 9784120027352。
2. ↑  岡本正臣 著、福田清人 編『徳富蘆花』清水書院、1967年12月10日、9頁。ISBN 4389400355。
3. ↑  徳富蘇峰『弟　徳冨蘆花』中央公論社、1997年10月7日、216頁。ISBN 9784120027352。
4. 1 2  『日本の近代小説』岩波書店 1954年
5. ↑  『近代文學回想集 日本近代文学大系60』角川書店 1973年（田山花袋「近代の小説」和田謹吾注））
6. 1 2 3  木村毅『明治文学を語る』恒文社 1982年
7. ↑  『順礼紀行』で蘆花がトルストイを訪れた時の会話に「行々は少なくも半農の生活をする心算に候」とある。（『近代文學回想集 日本近代文学大系60』角川書店 1973年（田山花袋「近代の小説」和田謹吾注））
8. 1 2 3 4 5 6  関口安義「恒藤恭と芥川龍之介 : 蘆花「謀叛論」を介在として」『大阪市立大学史紀要』第3号、大阪市立大学大学史資料室、2010年10月、40-55頁、doi:10.24544/ocu.20171208-078、ISSN 1884-3522、NAID 110007811383。
9. ↑  『謀叛論（草稿）』：新字新仮名 - 青空文庫
10. 1 2  佐藤嗣男「蘆花講演『謀叛論』考」『明治大学人文科学研究所紀要』第42号、明治大学人文科学研究所、1997年12月、249-279頁、ISSN 05433894、NAID 40003635152。
11. ↑  『みみずのたはこと』岩波文庫 1977年（中野好夫「解説」）
12. ↑  原田愛子「蘆花と共に-私の歩んだ道」（『明治文學全集42 徳富蘆花集』）
13. ↑  矢野鶴子「叔父と私」（『明治文學全集42 徳富蘆花集』月報16）
14. ↑  村松剛解説（『巡礼紀行』中公文庫 1989年）
15. ↑  沖野岩三郎「解説」（『黒潮』岩波文庫 1952年）
16. ↑  神崎清「解題」（『明治文學全集42 徳富蘆花集』）
17. ↑  “徳富蘇峰・蘆花生家 熊本県HP”. 2013年11月26日閲覧。
18. ↑  “徳富記念園・熊本市HP”. 2013年11月25日閲覧。
19. ↑  逗子市立図書館報「季刊マーメイド 柳屋旅館訪問記」2013年8月1日号
20. ↑  逗子市観光協会「逗子のお寺」
21. ↑  逗子市観光協会「逗子の文学碑」
22. ↑  “千明仁泉亭”.   群馬県・群馬県観光物産国際協会. 2025年6月22日閲覧。

### 関連文献
- 徳富蘇峰『弟 徳冨蘆花』中央公論社、1997年／中公文庫、2001年、ISBN 978-4122038288
- 半藤英明『徳冨蘆花　天性に順ひ、眼光に依頼せよ』ミネルヴァ書房〈ミネルヴァ日本評伝選〉、2022年

## 関連作品
- 八重の桜 - NHK大河ドラマ、2013年、演：太賀